# Exil (Feuchtwanger)
Exil ist ein Roman von Lion Feuchtwanger. Er wurde von Mai 1935 bis August 1939 geschrieben und 1940 publiziert. Er bildet den dritten Teil der Wartesaaltrilogie, zu der die Romane Erfolg und Die Geschwister Oppermann gehören.

## Handlung
Der bayrische Komponist Sepp Trautwein ist vor den Nazis von München nach Paris geflohen. Zum Zeitpunkt der Handlung ist er bereits zwei Jahre im Exil. Als der Journalist Friedrich Benjamin, der für die Exilantenzeitschrift Pariser Nachrichten (P.N.) arbeitet, nach Basel fahren will, um sich einen Pass anfertigen zu lassen und einen Informanten zu treffen, bittet er Trautwein, ihn für einige Tage in der Redaktion zu vertreten. Doch das Treffen mit dem Informanten erweist sich als Falle, Benjamin wird von Nazischergen nach Deutschland verschleppt. Trautwein kämpft von da an mit publizistischen Mitteln für die Freilassung Benjamins. Dabei vernachlässigt er mehr und mehr seine Frau Anna, die ihr eigenes Leben seiner Karriere geopfert hat, zum Gelderwerb in einer Zahnarztpraxis arbeitet und sich nebenbei ständig für die Aufführung seiner Kompositionen starkmacht. 
Ein Gegenspieler erwächst Trautwein in dem intelligenten und begabten nationalsozialistischen Publizisten Erich Wiesener, der seinerseits aufgrund einer Beziehung zu der "Vierteljüdin" Lea de Chasseffierre, mit der er einen gemeinsamen Sohn hat, in Widerspruch zu der Ideologie lebt, die er vertritt. Durch diese Beziehung ist auch Wieseners Stellung innerhalb der Machthierarchie der Nazifunktionäre in Paris gefährdet. Wiesener entwickelt einen Plan, um die P.N. zu unterwandern und dem Nationalsozialismus dienstbar zu machen. Der jüdische Geschäftsmann Gingold, Besitzer der P.N., lässt sich auf eine Zusammenarbeit mit den Nazis ein, um seine Geschäfte in Deutschland komplikationslos abwickeln zu können, verliert jedoch zunehmend die Kontrolle und wird schließlich zu einem Handlanger der Nazis, um das Leben seiner Tochter zu retten, die in Deutschland wegen Rassenschande verhaftet wurde. Gingold entlässt Trautwein, was dieser seiner Frau Anna verschweigt. Anna, die das als ungeheuren Vertrauensbruch ansieht und noch kurz zuvor ein Stellenangebot ihres Arbeitgebers in London abgelehnt hat, nimmt sich daraufhin das Leben. Infolge der Entlassung verlassen alle Journalisten die P.N. und gründen eine neue Emigrantenzeitschrift, die Pariser Deutsche Post (P.D.P.). 
Trautwein, durch die Erfahrungen im Kampf um die Befreiung Benjamins, den Tod seiner Frau und des begabten Dichters Harry Meisel inspiriert, schreibt musikalische Kompositionen, mit denen er zunehmend Erfolg hat. Lea trennt sich von Wiesener. Sie veranstaltet in ihrem Haus ein Konzert für Trautwein und spendet später eine größere Summe für die P.D.P. Friedrich Benjamin wird von den Nazis freigelassen. Er beginnt für die P.D.P. zu arbeiten, doch vertritt er nicht mehr die gleiche Meinung wie die anderen Journalisten. Er ist der Ansicht, dass ein Krieg mit allen Mitteln verhindert werden müsse. Es kommt zu einer politischen Debatte zwischen Trautwein und seinem Sohn Hanns, wobei der Vater die Ansicht vertritt, dass im Sozialismus der einzelne Mensch nicht vergessen werden dürfe. Hanns steht auf dem Standpunkt, dass eine perfekte sozialistische Gesellschaft zum Wohle aller nur gewaltsam erschaffen werden könne. Er geht in die Sowjetunion. Am Rande schildert der Roman das Pariser Emigrantenmilieu und die dortigen internen Machtkämpfe der Repräsentanten des Dritten Reiches.

## Hintergrund
Der Figur des Friedrich Benjamin liegt die Person des Journalisten Berthold Jacob zugrunde, der von den Nazis entführt wurde und nach sieben Monaten freikam. Feuchtwanger macht ihn zu einer Figur seines Romans, obwohl Jacob keine literarische Behandlung seines Schicksals wünschte. Die Entwicklung der P.N. weist Parallelen zu den realen Vorgängen um die Zeitung Pariser Tageblatt auf, die Figur des Herrn Gingold zu der ihres jüdischen Verlegers Wladimir Poljakow. Die Figur des Erich Wiesener ist dem Journalisten und Buchautor Friedrich Sieburg nachgebildet. Einen Zusammenhang hat Feuchtwanger, wohl aus juristischen Gründen, offiziell bestritten. Eindeutig reale historische Vorgänge, die im Roman eine Rolle spielen, sind der Reichsparteitag 1935 in Nürnberg, der in der Verkündung der Rassengesetze gipfelte, und das Attentat des Herschel Grünspan, im Buch Klemens Pirckmaier, auf den Legationsrat der deutschen Botschaft in Paris, Ernst vom Rath, der im Buch Baron von Gehrke, auch Spitzi, genannt wird. Der im Buch agierende Jacques Tüverlin trägt Züge Lion Feuchtwangers, der Komiker Balthasar Hierl entspricht Karl Valentin. In der Figur der Halbjüdin Lea de Chassefierre setzte der Autor seiner zeitweiligen Geliebten, der Malerin Eva Herrmann, ein "zweifelhaftes Denkmal" als "Geliebte des deutschen Journalisten Erich Wiesener, der sich dem Dritten Reich andient und vornehm in Paris residiert."

## Ausgaben
- Erstausgabe: Querido, Amsterdam 1940. 988 S.
- Erstausgabe in Deutschland: Greifenverlag, Rudolstadt 1948. 587 S.[2]
- Gesammelte Werke in Einzelausgaben Bd. 8: 2. Aufl. Aufbau, Berlin 2008, ISBN 978-3-351-02208-2
- Taschenbuch: Verschiedene Ausgaben, zuletzt: Aufbau Taschenbuch Verlag, Berlin 2004, ISBN 3-7466-5608-7. Auch als E-Book erhältlich.
- Hörbuch: Gekürzte Fassung, gelesen von Axel Milberg. Der Audio Verlag, ISBN 978-3-86231-511-6, 5 CDs ca. 400 Min.

## Verfilmung
- Exil 7 Teile (430 min). WDR, Deutschland 1981. Regie: Egon Günther. Darsteller: Klaus Löwitsch, Louise Martini, Ulrich Faulhaber, Vadim Glowna, Wolfgang Kieling, Peer Augustinski, Kurt Raab, Ivan Desny, u. a.